# إميل ديكا
إميل ديكا (بالرومانية: Emil Dică)‏ هو لاعب كرة قدم روماني في مركز الوسط، ولد في 17 يوليو 1982 في ترجو جيو في رومانيا. لعب مع رابيد بوخارست وسي إس باندوري تارغو جيو وسي إف آر كلوج ونادي أستانا ونادي أوتسيلول غالاتسي ونادي بياترا نيامتس ونادي زانثي.

## وصلات خارجية
- إميل ديكا على موقع قاعدة بيانات كرة القدم.إي يو (الإنجليزية)
- إميل ديكا على موقع Soccerbase.com (لاعب) (الإنجليزية)
- إميل ديكا على موقع Soccerway.com (الإنجليزية)
- إميل ديكا على موقع عالم كرة القدم.نت (الإنجليزية)